# L'Œil du purgatoire
L'Œil du purgatoire est un roman affilié merveilleux-scientifique de l'écrivain français Jacques Spitz, paru en 1945 aux Éditions de la Nouvelle France.

## Intrigue
Jean Poldonski, artiste raté et suicidaire, est la victime d'un savant qui teste sur lui ses expériences. Il lui inocule ainsi à son insu un bacille qui lui permet d'acquérir une vision prémonitoire de l'état des choses. Ce phénomène ne cessant de s'amplifier, Poldonski devient un spectateur impuissant de la décrépitude du monde qui l'entoure et se coupe progressivement de son propre présent.

## Analyse de l'œuvre
Le narrateur est le cobaye involontaire d’une expérience, où il est contaminé par la « parabacille » du savant Dagerlöff, une bactérie affectant uniquement son sens de la vue. Le scientifique a en effet mis au point un moyen d’entreprendre ce qu’il appelle un « voyage dans la causalité ». Une fois le bacille inoculé, Poldonski peut voir les choses avant qu’elles ne se produisent. Il ne s’agit cependant pas d’une vision de l’avenir, car ce ne sont pas les événements futurs qu’il perçoit mais uniquement l’état des êtres et des objets. C’est ainsi qu’en se promenant dans la rue, il voit les gens vieillis de plusieurs années, voire en état de cadavre. 
En outre, ce bacille amène le narrateur à voir les choses de plus en plus éloignées dans le temps, si bien que progressivement les corps vivants qu'il observe se raréfient et laissent la place à des cadavres, et enfin à des squelettes.

## Publications françaises
- Les Éditions de la Nouvelle France, coll. « Chamois » no 6, 1945
- Éditions Robert Laffont, coll. « Ailleurs et Demain », 1972, dans le recueil L'Œil du Purgatoire/L'Expérience du Dr Mops
- Pocket, coll. « Science-Fiction/Fantasy » no 5068, 1980
- Éditions L'Arbre vengeur, 2008 (ill. de Olivier Bramanti) rééd. dans la coll. « L'Arbuste véhément » en 2019.